# Gran Premio di Germania 2002
Il Gran Premio di Germania 2002 è stato un Gran Premio di Formula 1 disputato il 28 luglio 2002 allo Hockenheimring, nella nuova configurazione senza più i caratteristici e lunghissimi rettilinei in mezzo al bosco. La gara fu vinta da Michael Schumacher su Ferrari, davanti alle due Williams - BMW di Juan Pablo Montoya e Ralf Schumacher. Fu l'ultima partecipazione ad un Gran Premio di Formula 1 dello storico team Arrows e del pilota brasiliano Enrique Bernoldi.

## Vigilia

Confronto tra il vecchio layout del circuito e quello introdotto nel 2002

### Aspetti sportivi
La pista di Hockenheim fu ampiamente ristrutturata prima del Gran Premio: furono eliminati i lunghi rettilinei nella foresta che caratterizzavano il disegno originale del circuito, sostituendoli con una lunga curva verso sinistra seguita da un lento tornantino, dopo il quale fu introdotta una serie di curve guidate a precedere il Motodrom. Il tracciato fu, quindi, accorciato da 6.825 a 4.574 metri.
La Arrows, la cui situazione economica rimaneva estremamente critica, partecipò regolarmente al Gran Premio dopo che la FIA aveva ammonito il proprietario Tom Walkinshaw, informandolo che effettuare un solo giro in qualifica come fatto nel precedente Gran Premio di Francia non sarebbe stato considerato valido per evitare la multa di 250.000 Dollari prevista in caso di mancata partecipazione ad un evento.

### Aspetti tecnici
La sola settimana di pausa dopo il Gran Premio di Francia limitò il numero di novità tecniche portate in pista, anche perché il nuovo disegno del circuito non rendeva più necessari gli assetti con un bassissimo carico aerodinamico impiegati fino alla stagione precedente. Sia la Mercedes che la Honda portarono in pista versioni potenziate dei propri propulsori, mentre la Williams, che aveva dovuto aprire degli sfoghi nelle fiancate per permettere un migliore smaltimento del calore nel Gran Premio precedente, presentò delle nuove aperture nella parte posteriore della carrozzeria.

## Prove libere

### Risultati
Nella prima sessione di prove di venerdì i risultati furono i seguenti:
| Pos | No | Pilota             | Costruttore | Tempo    |
| --- | -- | ------------------ | ----------- | -------- |
| 1   | 2  | Rubens Barrichello | Ferrari     | 1'16"248 |
| 2   | 1  | Michael Schumacher | Ferrari     | 1'16"323 |
| 3   | 12 | Olivier Panis      | BAR - Honda | 1'17"482 |

Nella seconda sessione di prove di venerdì i risultati furono i seguenti:
| Pos | No | Pilota             | Costruttore        | Tempo    |
| --- | -- | ------------------ | ------------------ | -------- |
| 1   | 1  | Michael Schumacher | Ferrari            | 1'16"086 |
| 2   | 4  | Kimi Räikkönen     | McLaren - Mercedes | 1'16"344 |
| 3   | 2  | Rubens Barrichello | Ferrari            | 1'16"423 |

Nella sessione di prove di sabato mattina i risultati furono i seguenti:
| Pos | No | Pilota             | Costruttore    | Tempo    |
| --- | -- | ------------------ | -------------- | -------- |
| 1   | 1  | Michael Schumacher | Ferrari        | 1'14"487 |
| 2   | 5  | Ralf Schumacher    | Williams - BMW | 1'15"154 |
| 3   | 2  | Rubens Barrichello | Ferrari        | 1'15"459 |

## Qualifiche

### Resoconto
Michael Schumacher interruppe la serie di cinque pole position consecutive fatta registrare da Montoya, facendo segnare il miglior tempo con un vantaggio di due decimi sul fratello Ralf Schumacher, secondo. Il pilota della Ferrari risultò il più veloce nei primi due settori di pista, venendo battuto solo dal compagno di squadra Barrichello nel terzo. Il pilota brasiliano fece segnare il terzo tempo, precedendo Montoya, la cui vettura era afflitta da sottosterzo, e Räikkönen, staccato di oltre un secondo dal tempo della pole position e più veloce di Fisichella, sesto, di soli cinque centesimi di secondo.
La top ten fu completata da Panis, Trulli, Coulthard e Heidfeld. In fondo alla griglia, Yoong mancò la qualifica per la terza volta in stagione, ottenendo un tempo di due decimi più alto rispetto al limite del 107%.

### Risultati
| Pos                         | No | Pilota                | Costruttore        | Pneumatici | Tempo    | Distacco |
| --------------------------- | -- | --------------------- | ------------------ | ---------- | -------- | -------- |
| 1                           | 1  | Michael Schumacher    | Ferrari            | B          | 1'14"389 |          |
| 2                           | 5  | Ralf Schumacher       | Williams - BMW     | M          | 1'14"570 | +0"181   |
| 3                           | 2  | Rubens Barrichello    | Ferrari            | B          | 1'14"693 | +0"304   |
| 4                           | 6  | Juan Pablo Montoya    | Williams - BMW     | M          | 1'15"108 | +0"719   |
| 5                           | 4  | Kimi Räikkönen        | McLaren - Mercedes | M          | 1'15"639 | +1"250   |
| 6                           | 9  | Giancarlo Fisichella  | Jordan - Honda     | B          | 1'15"690 | +1"301   |
| 7                           | 12 | Olivier Panis         | BAR - Honda        | B          | 1'15"851 | +1"462   |
| 8                           | 14 | Jarno Trulli          | Renault            | M          | 1'15"885 | +1"496   |
| 9                           | 3  | David Coulthard       | McLaren - Mercedes | M          | 1:15"909 | +1"520   |
| 10                          | 7  | Nick Heidfeld         | Sauber - Petronas  | B          | 1:15"990 | +1"601   |
| 11                          | 11 | Jacques Villeneuve    | BAR - Honda        | B          | 1'16"070 | +1"681   |
| 12                          | 10 | Takuma Satō           | Jordan - Honda     | B          | 1'16"072 | +1"683   |
| 13                          | 15 | Jenson Button         | Renault            | M          | 1'16"278 | +1"889   |
| 14                          | 8  | Felipe Massa          | Sauber - Petronas  | B          | 1'16"351 | +1"962   |
| 15                          | 20 | Heinz-Harald Frentzen | Arrows - Cosworth  | B          | 1'16"505 | +2"116   |
| 16                          | 16 | Eddie Irvine          | Jaguar - Ford      | M          | 1'16"533 | +2"144   |
| 17                          | 24 | Mika Salo             | Toyota             | M          | 1'16"594 | +2"205   |
| 18                          | 21 | Enrique Bernoldi      | Arrows - Cosworth  | B          | 1'16"645 | +2"256   |
| 19                          | 25 | Allan McNish          | Toyota             | M          | 1'16"685 | +2"296   |
| 20                          | 17 | Pedro de la Rosa      | Jaguar - Ford      | M          | 1'17"077 | +2"688   |
| 21                          | 23 | Mark Webber           | Minardi - Asiatech | M          | 1'17"996 | +3"607   |
| Tempo limite 107%: 1:19,596 |    |                       |                    |            |          |          |
| NQ                          | 22 | Alex Yoong            | Minardi - Asiatech | M          | 1'19"775 | +5"386   |

## Warm up
Nel warm up di domenica mattina i migliori tempi furono i seguenti:
| Pos | No | Pilota             | Costruttore | Tempo    |
| --- | -- | ------------------ | ----------- | -------- |
| 1   | 1  | Michael Schumacher | Ferrari     | 1'16"726 |
| 2   | 2  | Rubens Barrichello | Ferrari     | 1'17"240 |
| 3   | 14 | Jarno Trulli       | Renault     | 1'17"290 |

## Gara

### Resoconto
Alla partenza Frentzen rimase fermo sullo schieramento. La sua vettura venne spinta ai box, da dove fu fatta ripartire con due giri di ritardo sul gruppo. Nelle prime posizioni Michael Schumacher mantenne la prima posizione, mentre Räikkönen passò Montoya e Trulli si portò in sesta posizione. In testa alla corsa Michael Schumacher aumentò gradualmente il proprio vantaggio sul fratello, mentre Montoya contese a Räikkönen la quinta posizione, sopravanzando il pilota finlandese nel corso dell'undicesimo giro. Una tornata più tardi Trulli, in crisi per via di un'usura anomala degli pneumatici, dovette cedere la sesta posizione a Coulthard, venendo sopravanzato anche da altri piloti nei passaggi successivi.
Anche Michael Schumacher cominciò ad avere problemi con gli pneumatici, perdendo via via il proprio vantaggio sul fratello, che fece segnare diverse volte il giro più veloce in gara. Non vi furono, però, eventi di rilievo fino alla prima serie di soste ai box, aperta, tra i piloti di testa, da Barrichello al 26º passaggio. Il pilota brasiliano fu imitato un giro più tardi dal compagno di squadra, ormai tallonato a pochi decimi da Ralf Schumacher. Il pilota della Williams rifornì al 29º giro, dopo aver fatto nuovamente segnare il giro più veloce, ma perse l'occasione di sopravanzare il fratello dopo essere stato rallentato da Villeneuve, che si stava ritirando per un problema al cambio, nella corsia di ingresso ai box. Una tornata più tardi anche Montoya effettuò la propria sosta, tornando in pista alle spalle dei fratelli Schumacher e di Barrichello e davanti a Räikkönen (che decise di non sostituire le gomme durante il pit stop), Coulthard e Panis.
La situazione rimase stabile fino al 37º passaggio, quando Räikkönen forò la gomma posteriore sinistra e dovette tornare ai box, sprofondando nelle retrovie. Entrò così in zona punti Panis, che fu però costretto al ritiro appena due giri dopo a causa di un guasto al motore della sua BAR. Al 46º giro Barrichello effettuò il secondo pit stop, ma sulla vettura del pilota brasiliano si verificò un problema con lo sportellino del serbatoio, che non si aprì immediatamente, facendogli perdere circa venti secondi e la terza posizione a vantaggio di Montoya. La seconda serie di pit stop non produsse ulteriori cambiamenti nelle posizioni di testa, con Michael Schumacher che continuò a condurre davanti a Ralf Schumacher, Montoya, Barrichello, Coulthard e Heidfeld. Al 63º passaggio, però, Ralf Schumacher fu costretto a rientrare ai box per rifornire d'aria il sistema pneumatico delle valvole, perdendo la seconda posizione a favore del compagno di squadra. Michael Schumacher tagliò il traguardo in prima posizione davanti a Montoya, Ralf Schumacher, Barrichello, Coulthard e Heidfeld. La Arrows chiuse la sua ultima apparizione in Formula 1 con due ritiri, in una gara che vide solo nove piloti al traguardo.

### Risultati
| Pos      | No | Pilota                | Costruttore        | Pneumatici | Giri | Tempo/Ritiro e posizione al ritiro | Partenza | Punti |
| -------- | -- | --------------------- | ------------------ | ---------- | ---- | ---------------------------------- | -------- | ----- |
| 1        | 1  | Michael Schumacher    | Ferrari            | B          | 67   | 1h27'52"078                        | 1        | 10    |
| 2        | 6  | Juan Pablo Montoya    | Williams - BMW     | M          | 67   | +10"503                            | 4        | 6     |
| 3        | 5  | Ralf Schumacher       | Williams - BMW     | M          | 67   | +14"466                            | 2        | 4     |
| 4        | 2  | Rubens Barrichello    | Ferrari            | B          | 67   | +23"195                            | 3        | 3     |
| 5        | 3  | David Coulthard       | McLaren - Mercedes | M          | 66   | +1 giro                            | 9        | 2     |
| 6        | 7  | Nick Heidfeld         | Sauber - Petronas  | B          | 66   | +1 giro                            | 10       | 1     |
| 7        | 8  | Felipe Massa          | Sauber - Petronas  | B          | 66   | +1 giro                            | 14       |       |
| 8        | 10 | Takuma Satō           | Jordan - Honda     | B          | 66   | +1 giro                            | 12       |       |
| 9        | 24 | Mika Salo             | Toyota             | M          | 66   | +1 giro                            | 19       |       |
| Ritirato | 9  | Giancarlo Fisichella  | Jordan - Honda     | B          | 59   | Motore (10º)                       | 6        |       |
| Ritirato | 4  | Kimi Räikkönen        | McLaren - Mercedes | M          | 59   | Testacoda (11º)                    | 5        |       |
| Ritirato | 16 | Eddie Irvine          | Jaguar - Ford      | M          | 57   | Freni (12º)                        | 16       |       |
| Ritirato | 21 | Enrique Bernoldi      | Arrows - Cosworth  | B          | 48   | Motore (12º)                       | 18       |       |
| Ritirato | 12 | Olivier Panis         | BAR - Honda        | B          | 39   | Motore (6º)                        | 7        |       |
| Ritirato | 14 | Jarno Trulli          | Renault            | M          | 36   | Incidente (13º)                    | 8        |       |
| Ritirato | 11 | Jacques Villeneuve    | BAR - Honda        | B          | 27   | Cambio (16º)                       | 11       |       |
| Ritirato | 15 | Jenson Button         | Renault            | M          | 24   | Motore (17º)                       | 13       |       |
| Ritirato | 25 | Allan McNish          | Toyota             | M          | 23   | Trasmissione (12º)                 | 17       |       |
| Ritirato | 23 | Mark Webber           | Minardi - Asiatech | M          | 23   | Cambio (19º)                       | 21       |       |
| Ritirato | 20 | Heinz-Harald Frentzen | Arrows - Cosworth  | B          | 18   | Idraulica (20º)                    | 15       |       |
| Ritirato | 17 | Pedro de la Rosa      | Jaguar - Ford      | M          | 0    | Semiasse                           | 20       |       |

## Classifiche

### Piloti
| Pos. | Pilota                | Punti |
| ---- | --------------------- | ----- |
| 1    | Michael Schumacher    | 106   |
| 2    | Juan Pablo Montoya    | 40    |
| 3    | Ralf Schumacher       | 36    |
| 4    | Rubens Barrichello    | 35    |
| 5    | David Coulthard       | 32    |
| 6    | Kimi Räikkönen        | 17    |
| 7    | Jenson Button         | 11    |
| 8    | Nick Heidfeld         | 7     |
| 9    | Giancarlo Fisichella  | 6     |
| 10   | Jarno Trulli          | 4     |
| 10   | Felipe Massa          | 4     |
| 12   | Eddie Irvine          | 3     |
| 12   | Jacques Villeneuve    | 3     |
| 14   | Mark Webber           | 2     |
| 14   | Olivier Panis         | 2     |
| 14   | Mika Salo             | 2     |
| 14   | Heinz-Harald Frentzen | 2     |

### Costruttori
| Pos. | Team               | Punti |
| ---- | ------------------ | ----- |
| 1    | Ferrari            | 141   |
| 2    | Williams - BMW     | 76    |
| 3    | McLaren - Mercedes | 49    |
| 4    | Renault            | 15    |
| 5    | Sauber - Petronas  | 11    |
| 6    | Jordan - Honda     | 6     |
| 7    | BAR - Honda        | 5     |
| 8    | Jaguar - Ford      | 3     |
| 9    | Minardi - Asiatech | 2     |
| 9    | Toyota             | 2     |
| 9    | Arrows - Cosworth  | 2     |